# Aéroport international de Veracruz
L'aéroport international General Heriberto Jara ou l'aéroport international de Veracruz, code IATA : VER • code OACI : MMVR • code DGAC M. : VER, est un aéroport international situé à Veracruz, dans l'État de Veracruz, au Mexique. Il gère le trafic aérien national et international pour la ville de Veracruz. 
En 2017, l'aéroport a accueilli 1 367 972 passagers et 1 488 569 en 2018.  
L'aéroport est situé à la périphérie de la ville de Veracruz, dans un lieu appelé Las Bajadas. 
L’aéroport porte le nom du général Heriberto Jara Corona, ancien gouverneur de Veracruz, de 1924 à 1927. Cet aéroport est géré par le groupe ASUR.

## Situation
| \| 500 km1:6 468 000 \| Acapulco Aguascalientes Huatulco Campeche Cancún Chetumal Chihuahua Ciudad · del Carmen Ciudad Juárez Ciudad · Obregón Ciudad · Victoria Colima Cozumel Culiacán Guanajuato Durango Guadalajara Hermosillo Ixtapa · Zihuatanejo La Paz San José · del Cabo Los Mochis Matamoros Mazatlán Mérida Mexicali Mexico B.J. Mexico F.A. Minatitlán Monterrey Morelia Nuevo · Laredo Oaxaca Playa · de Oro Puebla Puerto · Escondido Puerto · Vallarta Querétaro Reynosa San Luis · Potosí Tampico Tapachula Tepic Tijuana Toluca Torreón Tuxtla Gutiérrez Uruapan Veracruz Villahermosa Zacatecas |
| 500 km1:6 468 000 |

## Galerie

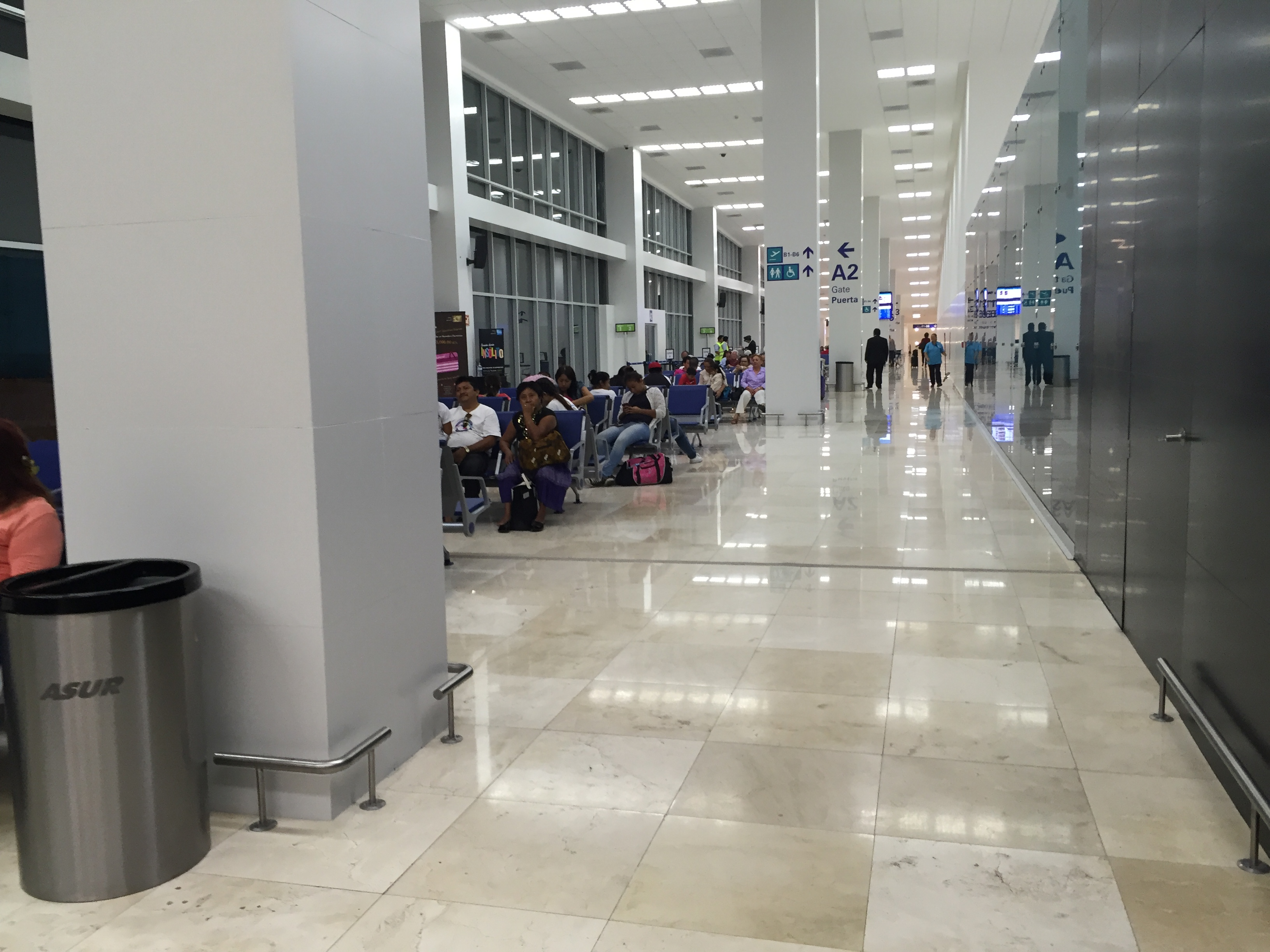
Nouveau hall A à l'aéroport.
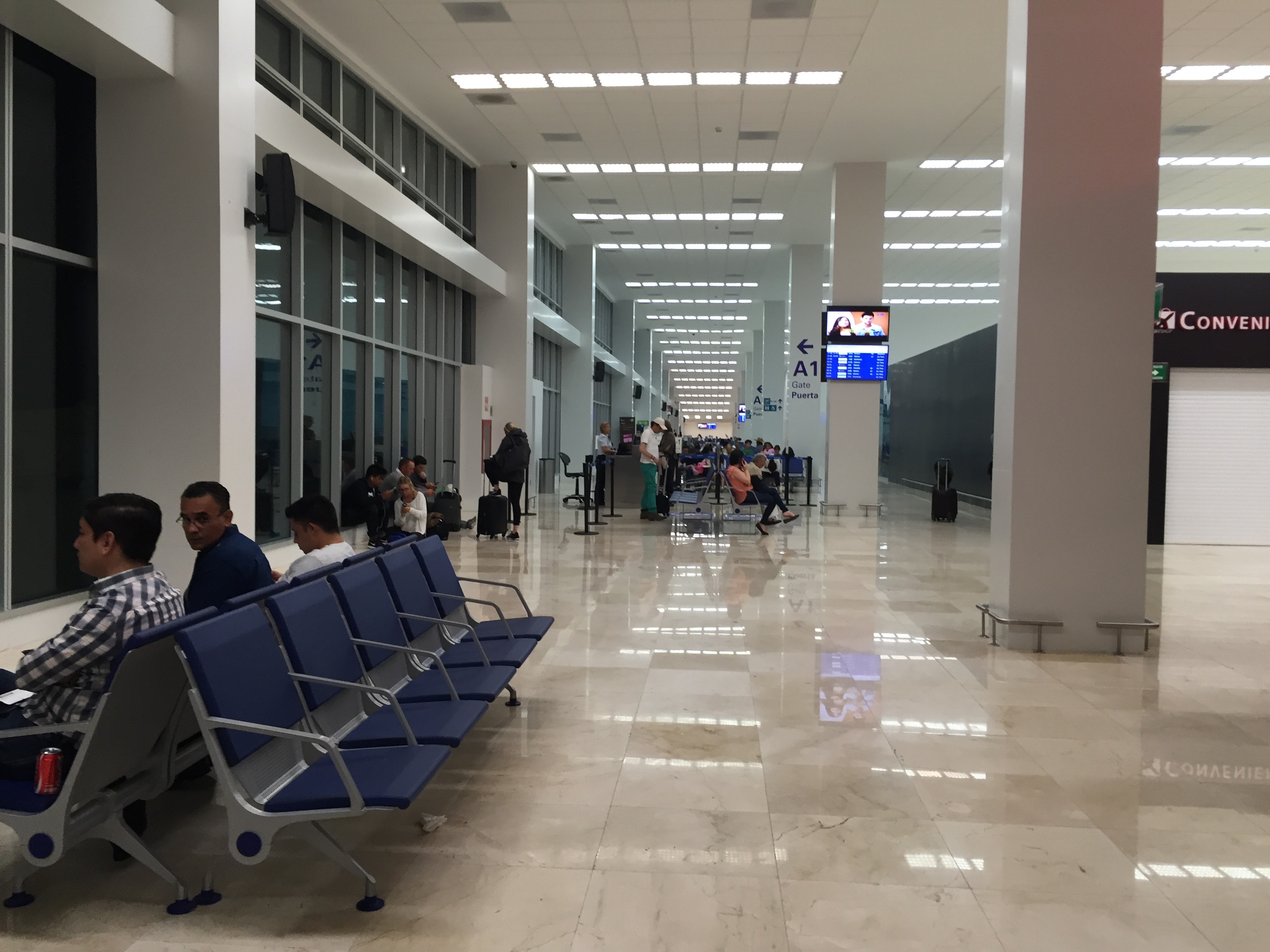
Porte A1 à l'aéroport.
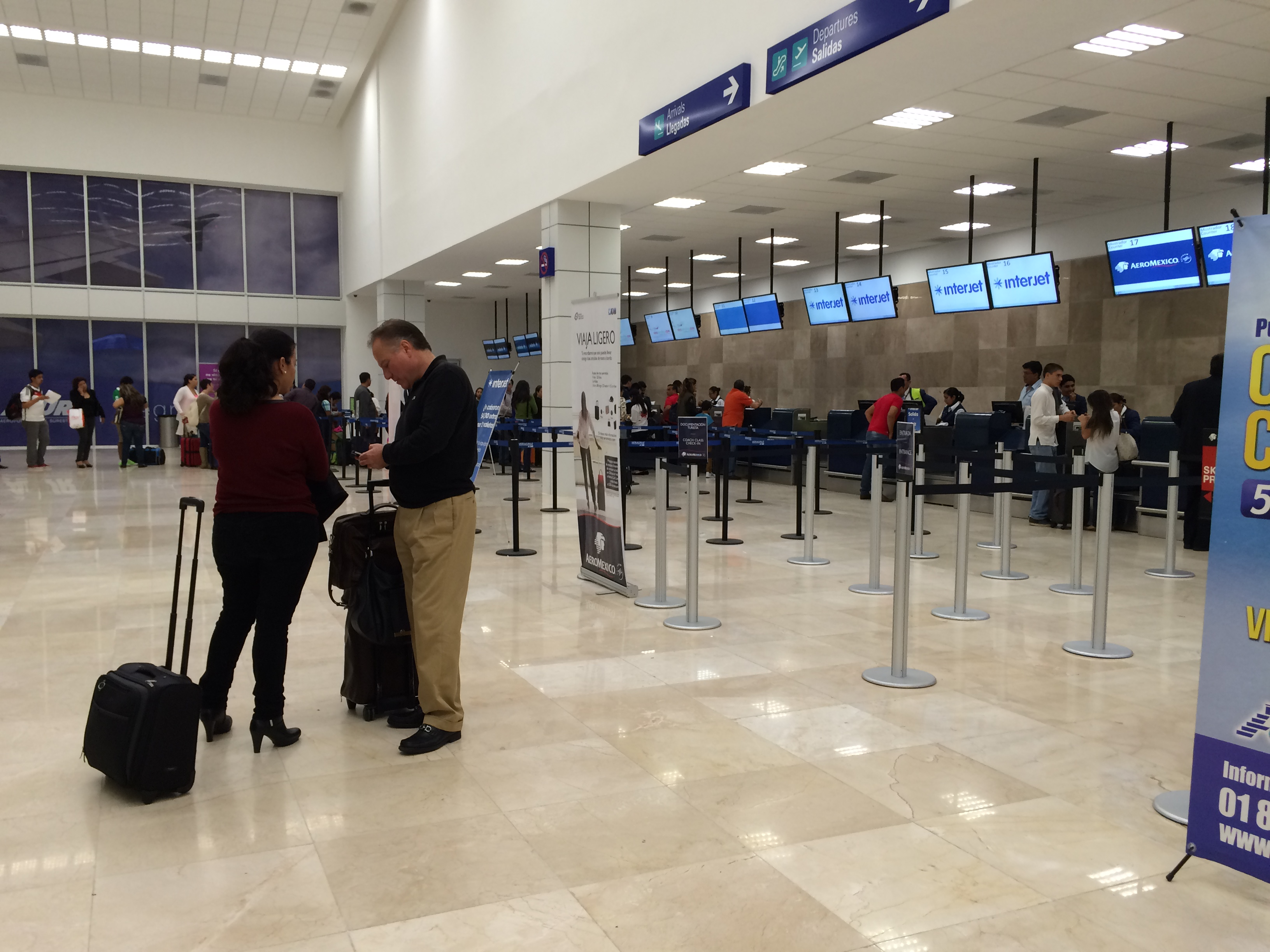
Nouveaux comptoirs d'enregistrement à l'aéroport.
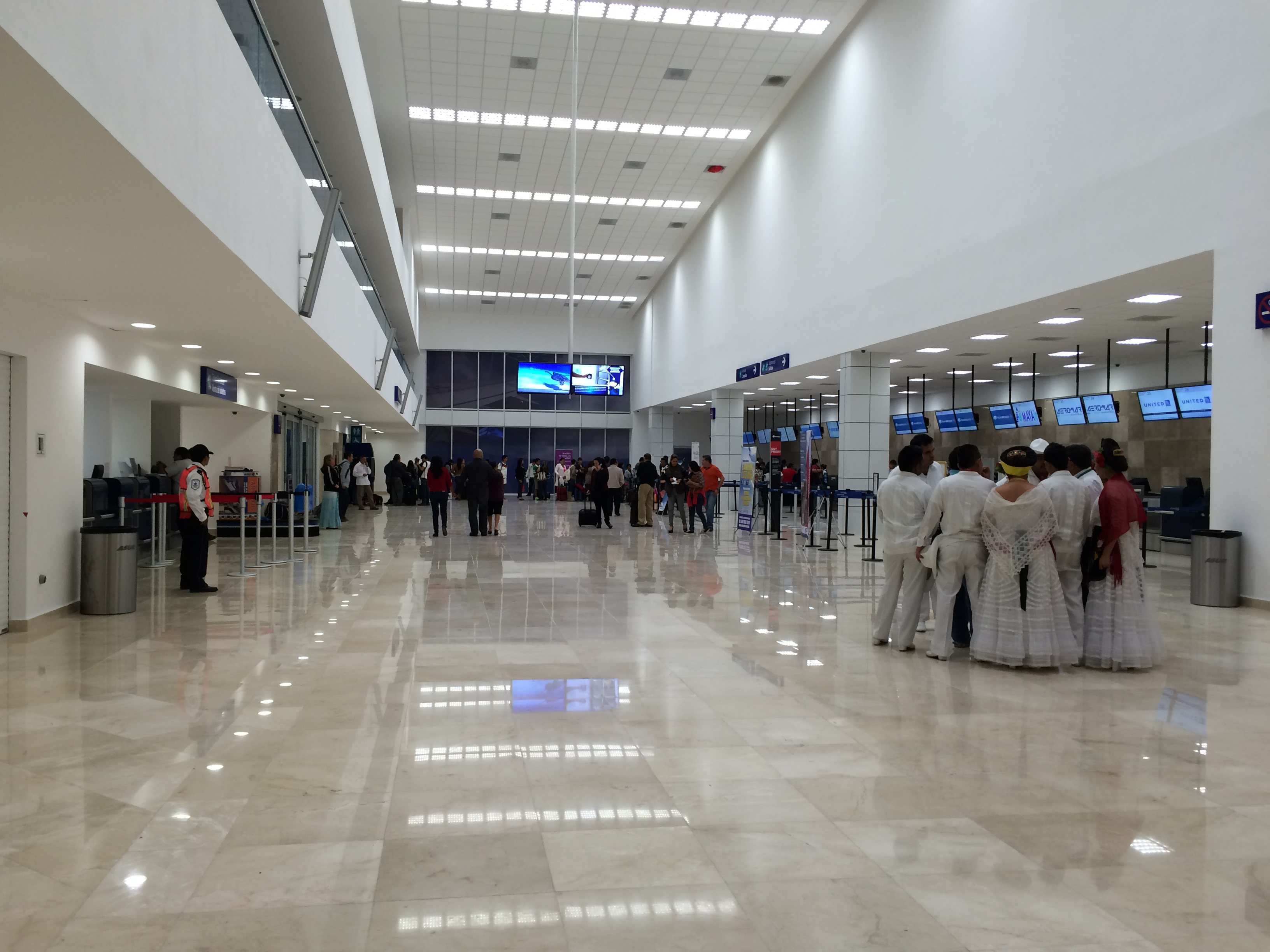
Nouveaux comptoirs d'enregistrement.
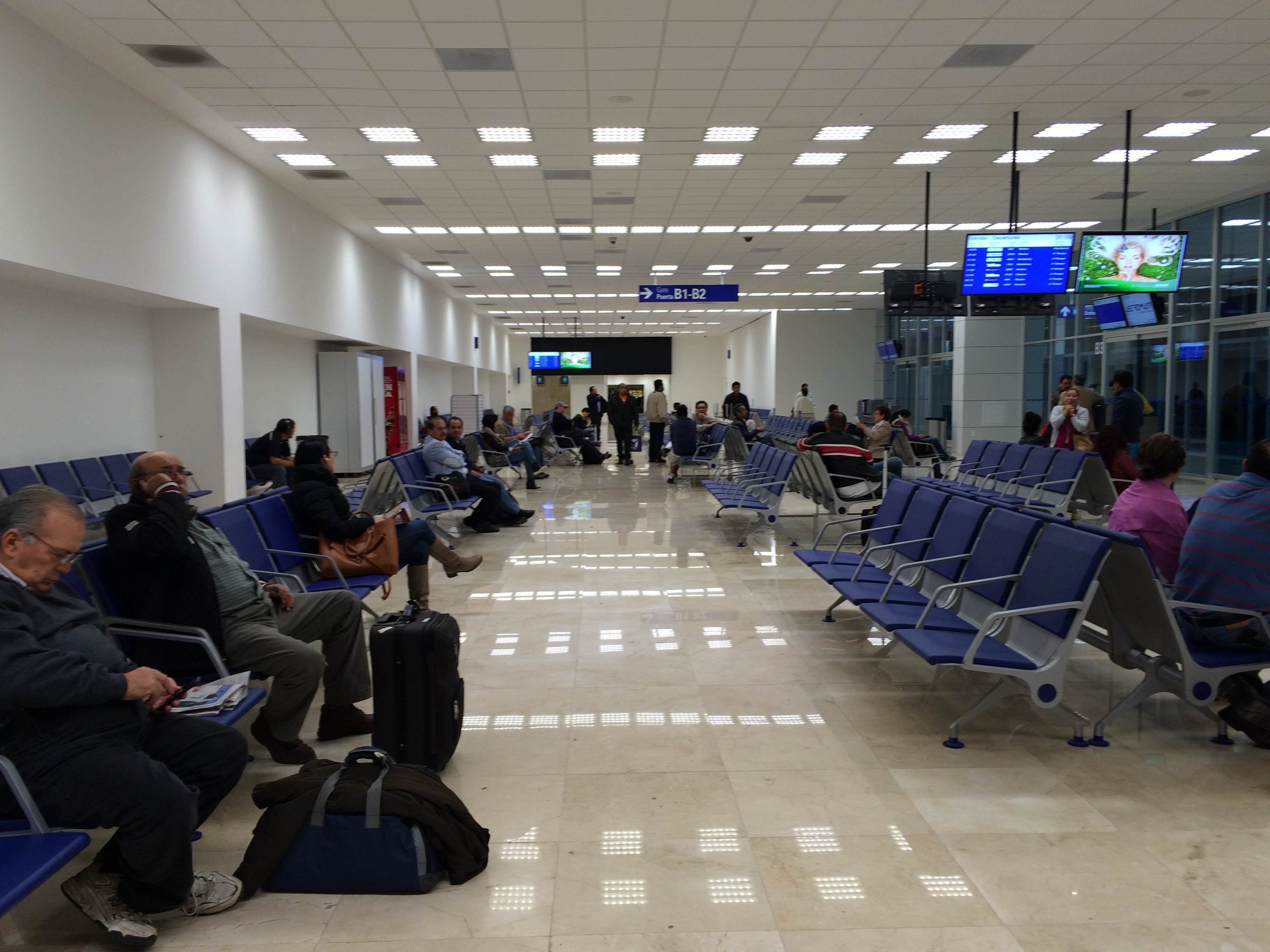
Aérogare B à l'aéroport.
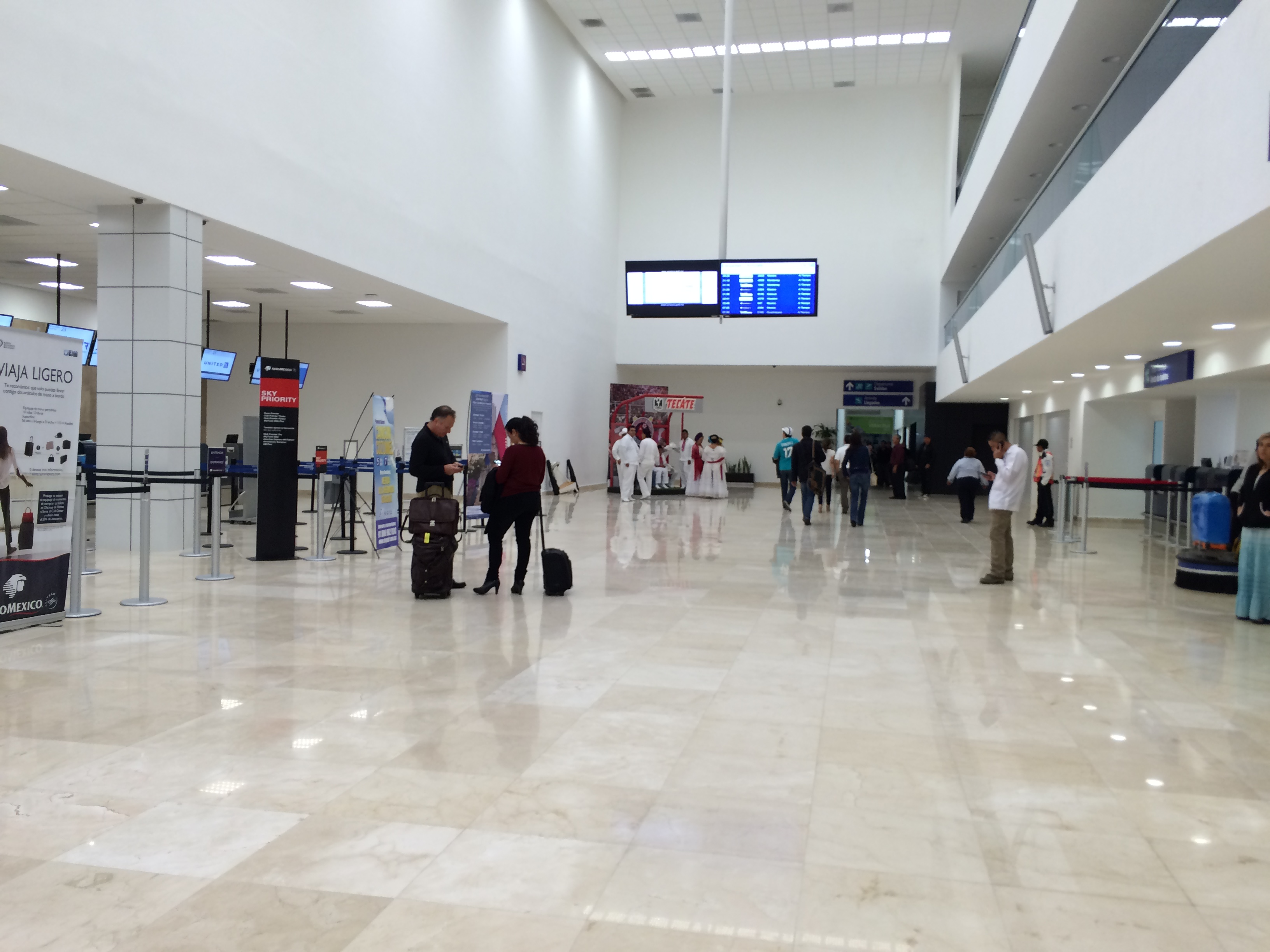
À l'intérieur de l'aéroport.

## Installations
- Nombre de portes : 11
- Positions de contact : 11
- Nombre de passerelles : 3
- Nombre de carrousels de réclamation de bagages : 6 (4 nationaux et 2 internationaux)
- Douane (zone des arrivées)
- Taxi et location de voiture (zone des arrivées)
- Hors taxes
- Carré vip
- Aire de stationnement

## Compagnies aériennes et destinations
| Compagnies         | Destinations                                                                                         |
| ------------------ | --- |
| Aeromar            | Mexico-B. Juárez                                                                                     |
| Aeroméxico         | En saison : Mexico-B. Juárez                                                                         |
| Aeroméxico Connect | Mexico-B. Juárez                                                                                     |
| Interjet           | Mexico-B. Juárez                                                                                     |
| TAR                | Ciudad del Carmen, Mérida C. Rejón, Querétaro, Tampico-F. J. Mina                                    |
| United Express     | Houston-George Bush                                                                                  |
| VivaAerobus        | Cancún, Guadalajara-M. Hidalgo y Costilla, Mérida C. Rejón, Monterrey-M. Escobedo, Reynosa-L. Blanco |
| Volaris            | Guadalajara-M. Hidalgo y Costilla, Mexico-B. Juárez, Tijuana-A. L. Rodríguez                         |

Édité le 18/06/2019

## Statistiques
Pour des raisons techniques, il est temporairement impossible d'afficher le graphique qui aurait dû être présenté ici.

Voir la requête brute et les sources sur Wikidata.

## Itinéraires les plus fréquentés
| Rang | Ville                       | Les passagers | Classement | Compagnie aérienne                                         |
| ---- | --------------------------- | ------------- | ---------- | ---------------------------------------------------------- |
| 1    | État de Mexico, Mexico      | 281 787       | Stable     | Aeromar, Aeroméxico, Aeroméxico Connect, Interjet, Volaris |
| 2    | Nuevo León, Monterrey       | 135 991       | 1          | VivaAerobus                                                |
| 3    | Quintana Roo, Cancún        | 110 551       | 1          | VivaAerobus                                                |
| 4    | Jalisco, Guadalajara        | 103 883       | Stable     | VivaAerobus, Volaris                                       |
| 5    | Yucatán, Mérida             | 34 878        | 1          | TAR, VivaAerobus                                           |
| 6    | Tamaulipas, Reynosa         | 28 935        | 1          | VivaAerobus                                                |
| 7    | United States, Houston      | 15 320        | .          | United Express                                             |
| 8    | Basse-Californie, Tijuana   | 14 496        | Stable     | Volaris                                                    |
| 9    | Tamaulipas, Tampico         | 8 883         | Stable     | TAR                                                        |
| 10   | Campeche, Ciudad del Carmen | 6 669         | Stable     | TAR                                                        |

## Accidents et incidents
Le 2 avril 1981, un Douglas C-47, un N258M de Sky Train Air, a eu un accident alors qu'il roulait sur le tarmac. 